# Léré (Cher)
Pour les articles homonymes, voir Léré.
Léré est une commune française située dans le département du Cher en région Centre-Val de Loire, implantée sur la berge gauche de la Loire. 
Ancien port sur la Loire, Léré est à proximité immédiate de la centrale nucléaire de Belleville.

## Géographie
Située dans le lit de la Loire à proximité de la berge calcaire, son sous-sol est alluvionnaire et formé par les variations du cours du fleuve au long des siècles. C'est d'ailleurs toujours un port, mais uniquement de plaisance, le long du canal, qui voit passer l'été des bateaux touristiques.

### Climat
Pour des articles plus généraux, voir Climat du Centre-Val de Loire et Climat du Cher.
En 2010, le climat de la commune est de type climat océanique dégradé des plaines du Centre et du Nord, selon une étude du CNRS s'appuyant sur une série de données couvrant la période 1971-2000. En 2020, Météo-France publie une typologie des climats de la France métropolitaine dans laquelle la commune est exposée à un climat océanique altéré et est dans la région climatique  Centre et contreforts nord du Massif Central, caractérisée par un air sec en été et un bon ensoleillement. 
Pour la période 1971-2000, la température annuelle moyenne est de 11 °C, avec une amplitude thermique annuelle de 15,5 °C. Le cumul annuel moyen de précipitations est de 715 mm, avec 11,2 jours de précipitations en janvier et 7,1 jours en juillet. Pour la période 1991-2020, la température moyenne annuelle observée sur la station météorologique installée sur la commune est de 11,6 °C et le cumul annuel moyen de précipitations est de 710,5 mm,. Pour l'avenir, les paramètres climatiques de la commune estimés pour 2050 selon différents scénarios d'émission de gaz à effet de serre sont consultables sur un site dédié publié par Météo-France en novembre 2022.
| Mois                                  | jan.           | fév.           | mars           | avril         | mai           | juin          | jui.          | août           | sep.          | oct.          | nov.             | déc.           | année      |
| ------------------------------------- | -------------- | -------------- | -------------- | ------------- | ------------- | ------------- | ------------- | -------------- | ------------- | ------------- | ---------------- | -------------- | ---------- |
| Température minimale moyenne (°C)     | 0,8            | 0,5            | 2,4            | 4,4           | 8,1           | 11,4          | 13            | 12,7           | 9,3           | 7,2           | 3,6              | 1,3            | 6,2        |
| Température moyenne (°C)              | 4,1            | 4,8            | 7,8            | 10,7          | 14,3          | 18            | 19,8          | 19,6           | 16            | 12,4          | 7,5              | 4,6            | 11,6       |
| Température maximale moyenne (°C)     | 7,4            | 9              | 13,2           | 16,9          | 20,5          | 24,5          | 26,6          | 26,6           | 22,7          | 17,6          | 11,4             | 8              | 17         |
| Record de froid (°C) date du record   | −11,9 13.01.03 | −13,3 09.02.12 | −12,4 01.03.05 | −6,4 04.04.22 | −1,4 03.05.21 | 1,9 12.06.11  | 4,8 21.07.08  | 2,8 30.08.1998 | −1,2 20.09.12 | −6,7 19.10.09 | −10,9 24.11.1998 | −11,2 19.12.07 | −13,3 2012 |
| Record de chaleur (°C) date du record | 16,5 01.01.23  | 21,7 27.02.19  | 26,3 31.03.21  | 29,3 20.04.18 | 31,5 25.05.09 | 39,8 27.06.19 | 41,9 25.07.19 | 40,4 11.08.03  | 36,4 10.09.23 | 30,7 13.10.23 | 23,4 07.11.15    | 17,9 05.12.06  | 41,9 2019  |
| Précipitations (mm)                   | 55,7           | 48,2           | 49,9           | 58,3          | 67,4          | 55,4          | 61,6          | 59,3           | 58,6          | 65,4          | 66,4             | 64,3           | 710,5      |

## Urbanisme

### Typologie
Au 1er janvier 2024, Léré est catégorisée commune rurale à habitat dispersé, selon la nouvelle grille communale de densité à 7 niveaux définie par l'Insee en 2022.
Elle appartient à l'unité urbaine de Léré, une agglomération intra-départementale dont elle est ville-centre,. Par ailleurs la commune fait partie de l'aire d'attraction de Cosne-Cours-sur-Loire, dont elle est une commune de la couronne,. Cette aire, qui regroupe 30 communes, est catégorisée dans les aires de moins de 50 000 habitants,.

### Occupation des sols
L'occupation des sols de la commune, telle qu'elle ressort de la base de données européenne d’occupation biophysique des sols Corine Land Cover (CLC), est marquée par l'importance des territoires agricoles (74,5 % en 2018), une proportion sensiblement équivalente à celle de 1990 (74,8 %). La répartition détaillée en 2018 est la suivante : 
terres arables (52,2 %), forêts (17,6 %), zones agricoles hétérogènes (14,5 %), prairies (7,8 %), zones urbanisées (6,1 %), eaux continentales (1,8 %).
L'évolution de l’occupation des sols de la commune et de ses infrastructures peut être observée sur les différentes représentations cartographiques du territoire : la carte de Cassini (XVIIIe siècle), la carte d'état-major (1820-1866) et les cartes ou photos aériennes de l'IGN pour la période actuelle (1950 à aujourd'hui).

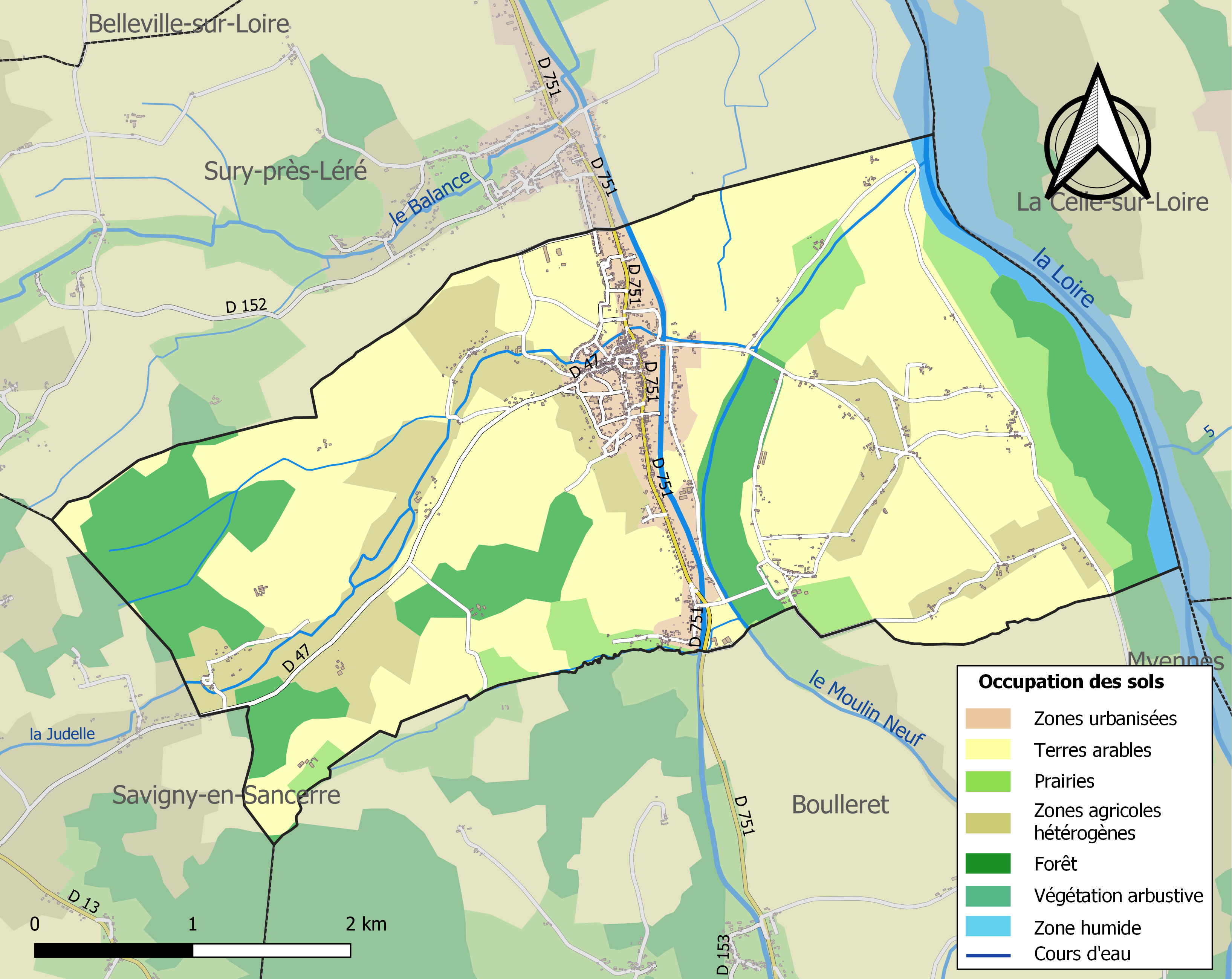
Carte des infrastructures et de l'occupation des sols de la commune en 2018 (CLC).

### Risques majeurs
Le territoire de la commune de Léré est vulnérable à différents aléas naturels : météorologiques (tempête, orage, neige, grand froid, canicule ou sécheresse), inondations, mouvements de terrains et séisme (sismicité très faible). Il est également exposé à trois risques technologiques,  le transport de matières dangereuses et la rupture d'un barrage et. Un site publié par le BRGM permet d'évaluer simplement et rapidement les risques d'un bien localisé soit par son adresse soit par le numéro de sa parcelle.

#### Risques naturels
Certaines parties du territoire communal sont susceptibles d’être affectées par le risque d’inondation par débordement de cours d'eau, notamment le canal latéral à la Loire, la Loire et le Moulin Neuf. La commune a été reconnue en état de catastrophe naturelle au titre des dommages causés par les inondations et coulées de boue survenues en 1982, 1999, 2000, 2001, 2003 et 2016,.

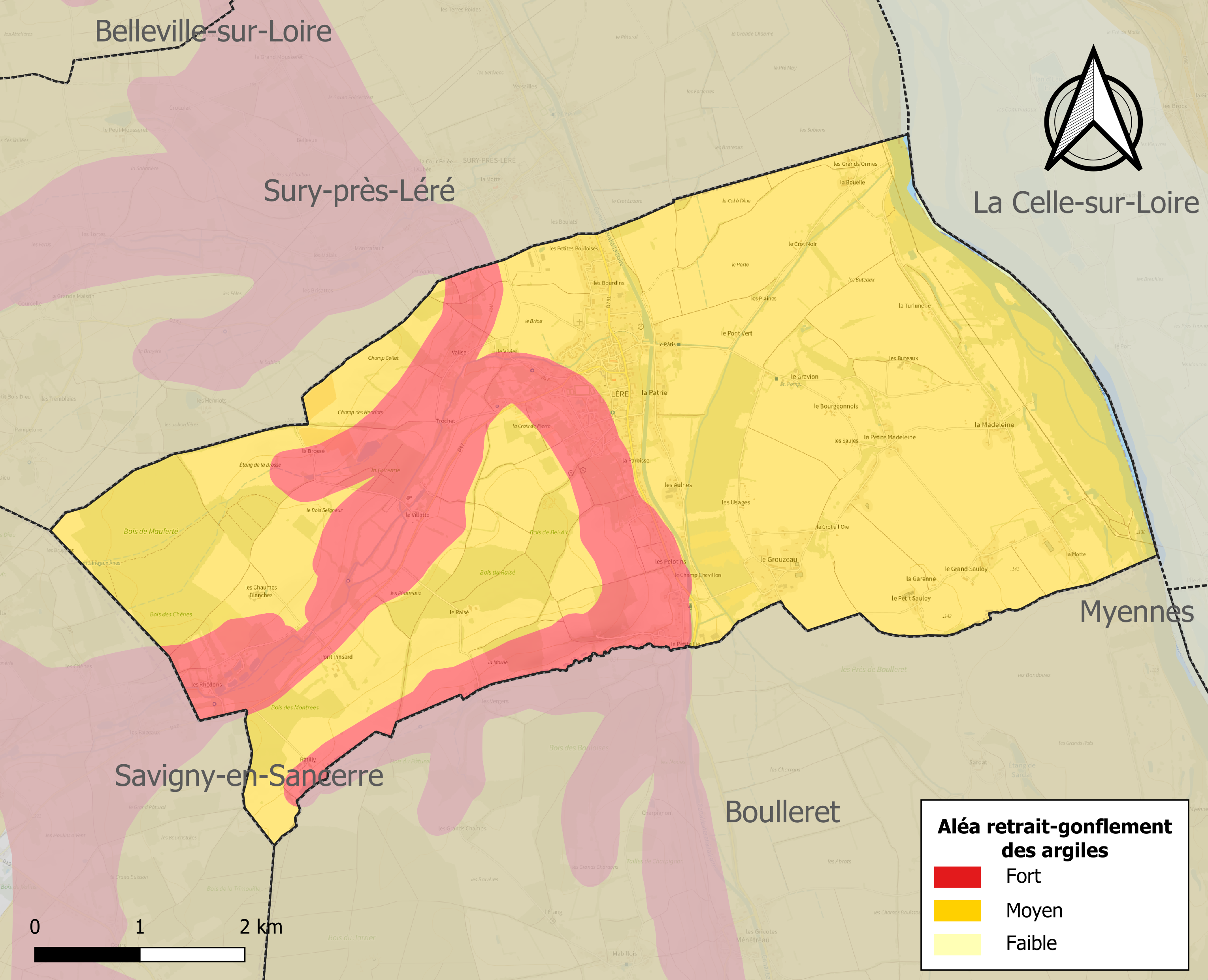
Carte des zones d'aléa retrait-gonflement des sols argileux de Léré.

La commune est vulnérable au risque de mouvements de terrains constitué principalement du retrait-gonflement des sols argileux. Cet aléa est susceptible d'engendrer des dommages importants aux bâtiments en cas d’alternance de périodes de sécheresse et de pluie. 99,9 % de la superficie communale est en aléa moyen ou fort (90 % au niveau départemental et 48,5 % au niveau national). Sur les 729 bâtiments dénombrés sur la commune en 2019, 729 sont en aléa moyen ou fort, soit 100 %, à comparer aux 83 % au niveau départemental et 54 % au niveau national. Une cartographie de l'exposition du territoire national au retrait gonflement des sols argileux est disponible sur le site du BRGM,.
Concernant les mouvements de terrains, la commune a été reconnue en état de catastrophe naturelle au titre des dommages causés par la sécheresse en 2003, 2018 et 2020 et par des mouvements de terrain en 1999.

#### Risques technologiques
Le risque de transport de matières dangereuses sur la commune est lié à sa traversée par des infrastructures routières ou ferroviaires importantes ou la présence d'une canalisation de transport d'hydrocarbures. Un accident se produisant sur de telles infrastructures est en effet susceptible d’avoir des effets graves au bâti ou aux personnes jusqu’à 350 m, selon la nature du matériau transporté. Des dispositions d’urbanisme peuvent être préconisées en conséquence.
Une partie du territoire de la commune est en outre située en aval d'une digue. À ce titre elle est susceptible d’être touchée par l’onde de submersion consécutive à la rupture de cet ouvrage.
En cas d’accident grave, certaines installations nucléaires sont susceptibles de rejeter dans l’atmosphère de l’iode radioactif. La commune étant située à proximité de la centrale nucléaire de Belleville, elle est exposée au risque nucléaire. À ce titre les habitants de la commune ont bénéficié, à titre préventif, d'une distribution de comprimés d’iode stable dont l’ingestion avant rejet radioactif permet de pallier les effets sur la thyroïde d’une exposition à de l’iode radioactif. En cas d'incident ou d'accident nucléaire, des consignes de confinement ou d'évacuation peuvent être données et les habitants peuvent être amenés à ingérer, sur ordre du préfet, les comprimés en leur possession.

## Histoire
L'histoire, dont nous devons la connaissance à Jean Mellot (1916-1991) et son père Arsène, historiens locaux, commence dans l'Antiquité.
Dès la conquête romaine, la ville de Léré tire son existence de son port sur la Loire et l'on retrouve des traces d'un camp retranché normand sur le « plateau de Bel Air »  mais elle a surtout servi de refuge pour les chanoines de Tours, lors de leurs fuites répétées devant la remontée du fleuve par ces envahisseurs normands, car les moines sont venus, semble-t-il, y abriter leurs précieuses reliques dans le sanctuaire de Léré. Au décours de ces épisodes, certains d'entre eux sont restés sur place, constituant le « chapitre de Léré » formé de douze prêtres au service de la collégiale Saint-Martin de Léré, dont l'importance est liée en grande partie à l'établissement d'enseignement couvrant le primaire et le secondaire, mais aussi la théologie et avec une ébauche d'enseignement technique.
La ville, protégée par les fortifications qui datent de Philippe Auguste, est devenue autonome par décision de Philippe VI de France, mais a souffert des guerres de religion et aussi de la Révolution, qui a vu la création d'une unité de la Garde nationale, puis plus tard transformée en unité des sapeurs pompiers. Les fortifications ont actuellement complètement disparu mais donnent encore à la ville sa structure particulière.
Léré a aussi bénéficié du passage à proximité immédiate du canal latéral à la Loire, ouvert en 1838 et équipé de 38 écluses reliant le bassin de la Seine à partir de Briare (Loiret) à celui du Rhône à Digoin (Saône-et-Loire) et qui servait au transport du charbon et des matériaux de construction, et transformé plus récemment en circuit touristique.
La ville a subi un bombardement en juin 1940.

## Politique et administration

### Liste des maires
Commune de Léré.
| Période                                  | Période   | Identité                 | Étiquette      | Qualité         |
| ---------------------------------------- | --------- | ------------------------ | -------------- | --------------- |
| mars 1977                                | mars 1995 | Raymond Goudou           | DVD            | Pharmacien      |
| mars 1995                                | mars 2014 | Patrice de Lammerville   | DVD            |                 |
| mars 2014                                | mai 2020  | Marie-Christine Bergeron | DVD            |                 |
| mai 2020                                 |           | François Renaud          | sans étiquette | Cadre technique |
| Les données manquantes sont à compléter. |           |                          |                |                 |

À la suite de la crise sanitaire de 2020 liée au Covid-19, et malgré des élections municipales remportées dès le premier tour, le nom du nouveau maire n'aura été pris en compte que le 23 mai suivant, lors du premier conseil municipal.

### Politique environnementale
Dans son palmarès 2016, le Conseil National des Villes et Villages Fleuris de France a attribué une fleur à la commune au Concours des villes et villages fleuris.

## Démographie
L'évolution du nombre d'habitants est connue à travers les recensements de la population effectués dans la commune depuis 1793. Pour les communes de moins de 10 000 habitants, une enquête de recensement portant sur toute la population est réalisée tous les cinq ans, les populations de référence des années intermédiaires étant quant à elles estimées par interpolation ou extrapolation. Pour la commune, le premier recensement exhaustif entrant dans le cadre du nouveau dispositif a été réalisé en 2008.

En 2022, la commune comptait 1 095 habitants, en évolution de −1,71 % par rapport à 2016 (Cher : −2,48 %, France hors Mayotte : +2,11 %).
| 1793  | 1800  | 1806  | 1821  | 1831  | 1836  | 1841  | 1846  | 1851  |
| ----- | ----- | ----- | ----- | ----- | ----- | ----- | ----- | ----- |
| 1 700 | 1 125 | 1 093 | 1 260 | 1 373 | 1 473 | 1 451 | 1 470 | 1 607 |

| 1856  | 1861  | 1866  | 1872  | 1876  | 1881  | 1886  | 1891  | 1896  |
| ----- | ----- | ----- | ----- | ----- | ----- | ----- | ----- | ----- |
| 1 667 | 1 641 | 1 690 | 1 681 | 1 671 | 1 666 | 1 664 | 1 601 | 1 580 |

| 1901  | 1906  | 1911  | 1921  | 1926  | 1931  | 1936  | 1946  | 1954 |
| ----- | ----- | ----- | ----- | ----- | ----- | ----- | ----- | ---- |
| 1 560 | 1 495 | 1 346 | 1 181 | 1 141 | 1 076 | 1 045 | 1 002 | 922  |

| 1962 | 1968 | 1975 | 1982 | 1990  | 1999  | 2006  | 2008  | 2013  |
| ---- | ---- | ---- | ---- | ----- | ----- | ----- | ----- | ----- |
| 921  | 923  | 880  | 925  | 1 161 | 1 296 | 1 234 | 1 217 | 1 139 |

| 2018  | 2022  | - | - | - | - | - | - | - |
| ----- | ----- | - | - | - | - | - | - | - |
| 1 083 | 1 095 | - | - | - | - | - | - | - |

## Culture locale et patrimoine

### Lieux et monuments

#### Lechâteau de Villattes
Près de la Judelle, il est situé au hameau éponyme au sud-ouest du bourg de Léré. En 2000, à l'exclusion du pavillon d'angle et d'une terrasse XIXe, l'ensemble intérieur et extérieur, qui n'avait pas déjà été classé en 1922, a été inscrit à l'inventaire supplémentaire des monuments historiques.

#### Lacollégiale Saint-Martin
Construite à partir du XIe siècle, en pierre calcaire, elle dépend du chapitre de Saint-Martin de Tours. De cette époque, il ne reste plus que la crypte que l’on peut visiter.
Le reste de la collégiale date du XIIe siècle mais elle a été transformée pour arriver dans l’état actuel.
Lors des invasions normandes (XIe siècle) des villes en aval de Léré et notamment de Tours, les reliques de saint Martin y furent abritées et, bien que la collégiale fût à son tour saccagée, elles furent sauvegardées
De cette époque, il reste une porte latérale en style roman.
Les autres éléments comme la nef romane sans transept avec tour-porche et la porte gothique sont plus tardifs.
En 1569, lors des guerres de Religion, les protestants brulent la collégiale qui restera en l’état pendant deux siècles.
De cette période, un tympan, malheureusement abimé mais original subsiste. Il représente saint Martin coupant son manteau pour donner à un pauvre. Il ne s’agit donc pas d’un jugement dernier comme sur bon nombre d’églises romanes.

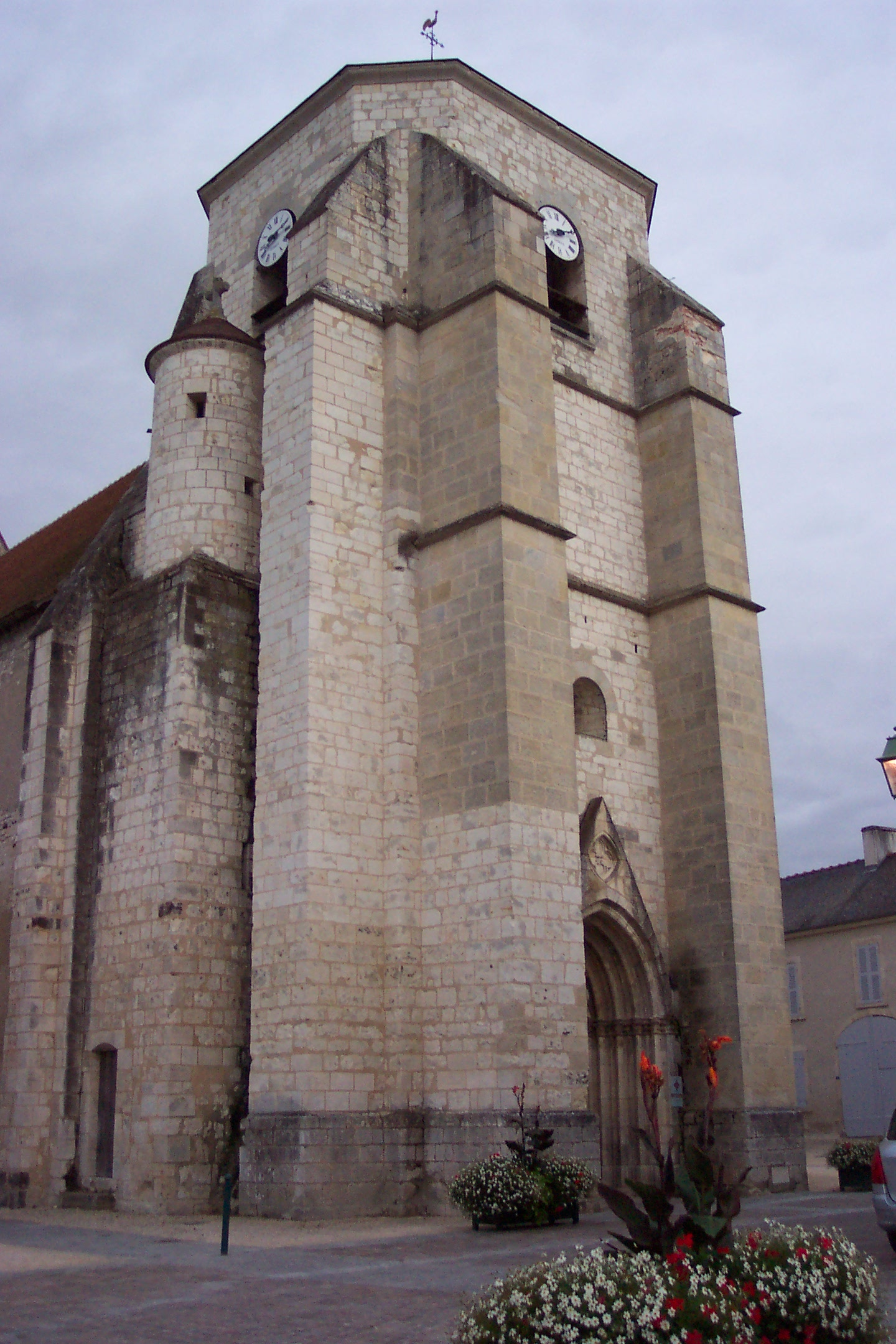
Tour-porche.
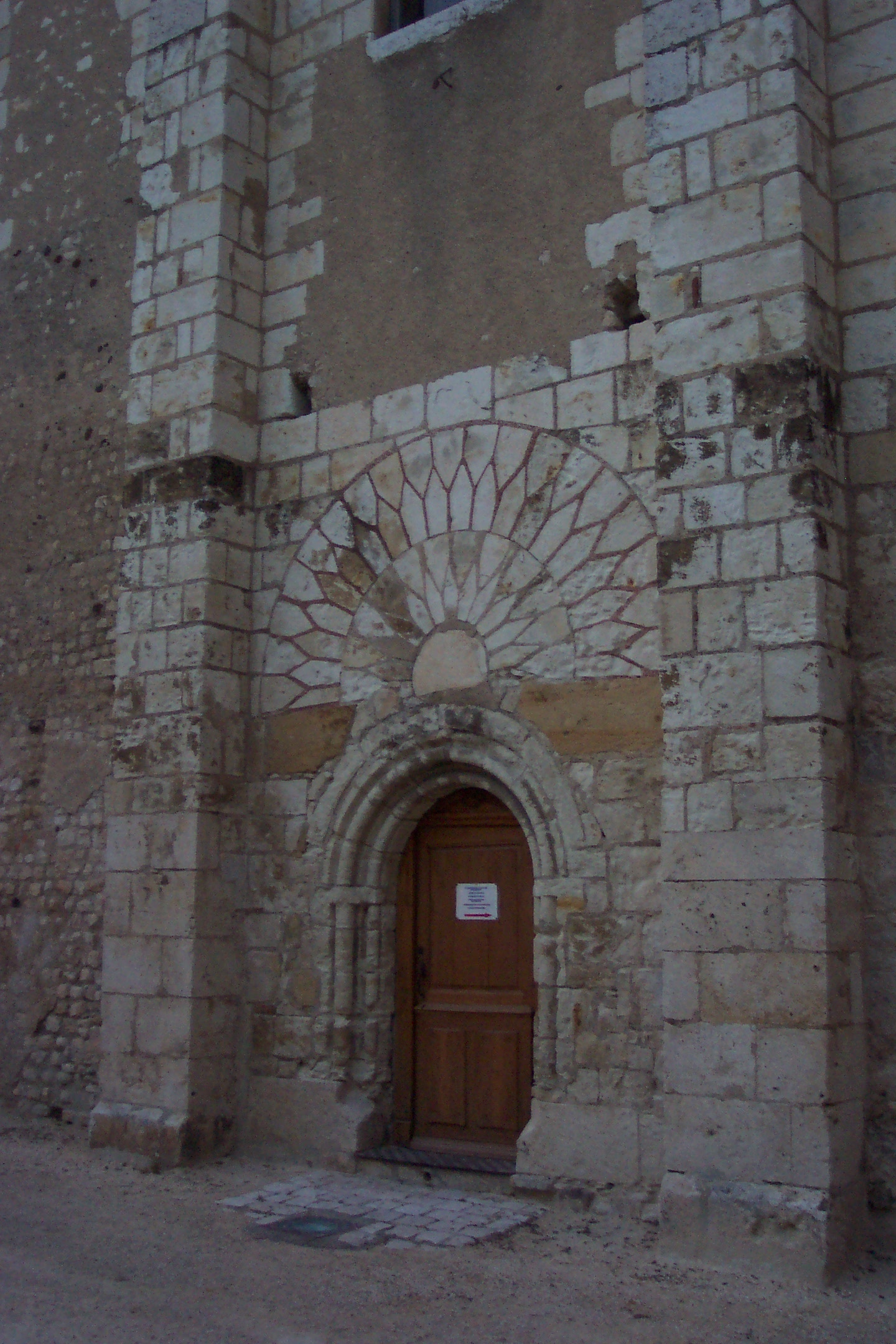
Porte romane.

#### Le monument aux morts
Ce monument, situé au centre du village devant la mairie, est un pilastre quadrangulaire surmonté du buste en bronze du Poilu enveloppé dans les plis du drapeau, orné de feuilles de laurier, réalisé par le sculpteur Charles-Henri Pourquet et la Fonderie d'art du Val d’Osne.
Il est inauguré le 13 novembre 1921 pour rendre hommage aux soldats morts pour la France lors de la Première Guerre mondiale (1914-1918).
À l’origine, sont mentionnés les noms de 72 hommes.
En 1946, la municipalité ajoute les noms des morts de la Seconde Guerre mondiale : 7 militaires, 8 civils morts lors du bombardement du 16 juin 1940 et un mort en déportation.
Ultérieurement est ajouté le nom d'un soldat français tué durant la guerre d'Algérie.

### Personnalités liées à la commune
- Jacques Martel (1877-1941), poète et chansonnier, y est né.

### Héraldique
| Blason de Léré | Les armes de Léré se blasonnent ainsi : D'azur aux trois glands d'or avec leur cupule de sable, posés en barre et feuillés de deux pièces aussi d'or en bande. |